# Вайнайна, Эрик
Эрик Вайнайна — кенийский легкоатлет, который специализировался в марафоне. Бронзовый призёр Олимпиады 1996 года с результатом 2:12.44 и серебряный призёр олимпийских игр 2000 года с результатом 2:10.31. В 2004 в Афинах он был седьмым.
После завершения выступлений на классической дистанции, перешёл на более длинные бег. В 2010, 2011 и 2013 годах участвовал в 100-километровом ультрамарафоне Lake Saroma в Японии. В 2010 году стал победителем с результатом 6:39.52.

## Достижения
- 1994:  Хоккайдский марафон - 2:15.03
- 1995:  Токийский марафон - 2:10.31
- 1996:  Марафон озера Бива - 2:10.37
- 1997:  Хоккайдский марафон - 2:13.45
- 2000:  Наганский марафон - 2:10.17
- 2002:  Фукуокский марафон - 2:10.08
- 2002:  Токийский марафон - 2:08.43
- 2003:  Наганский марафон - 2:12.00
- 2003:  Хоккайдский марафон - 2:13.13
- 2006:  Гонолульский марафон - 2:16.08